# Gabrovka pri Zagradcu
Gabrovka pri Zagradcu je naselje v Občini Ivančna Gorica.